# Dolus-le-Sec
Dolus-le-Sec is een gemeente in het Franse departement Indre-et-Loire (regio Centre-Val de Loire) en telt 538 inwoners (1999). De plaats maakt deel uit van het arrondissement Loches.

## Geografie
De oppervlakte van Dolus-le-Sec bedraagt 26,7 km², de bevolkingsdichtheid is 20,1 inwoners per km².
De onderstaande kaart toont de ligging van Dolus-le-Sec met de belangrijkste infrastructuur en aangrenzende gemeenten.

## Demografie
Onderstaande figuur toont het verloop van het inwonertal (bron: INSEE-tellingen).